# Taxifolin
Taxifolin ist eine natürlich vorkommende organische Verbindung, die chemisch zu den Flavanonolen innerhalb der Stoffgruppe der Flavonoide zählt. Taxifolin ist im Reinzustand ein weißes bis hellgelbes Pulver.

## Vorkommen und Gewinnung

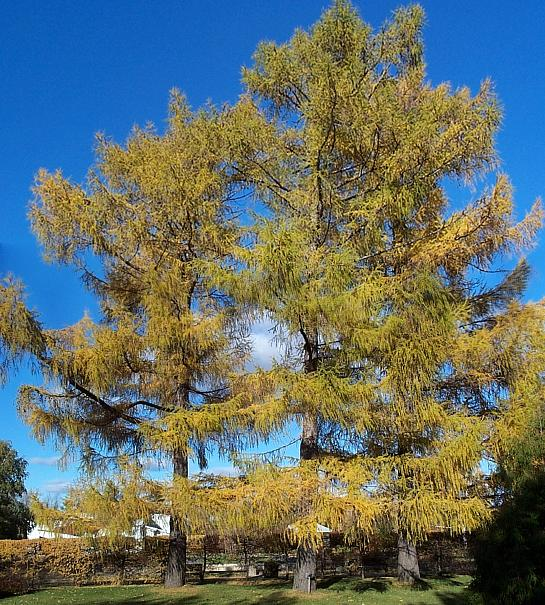
Sibirische Lärche (Larix sibirica)

Bestimmte Teile der Stämme von Nadelhölzern, insbesondere der Lärche [z. B. Sibirische Lärche (Larix sibirica)], haben einen relativ hohen Anteil an Taxifolin (DHQ). Die phenolischen Inhaltsstoffe, in Zusammenhang mit pflanzlichen Stoffwechselreaktionen, sind ausschlaggebend für die natürliche Dauerhaftigkeit und Widerstandsfähigkeit des Holzes gegenüber Schädlingen, UV-Strahlung und Witterung. Bei der Lärche kommt hier konkret dem Taxifolin entscheidende Bedeutung zu. Die Gesamtheit an phenolischen Inhaltsstoffen geht über 3 bis 4 % nur selten hinaus.
Im ersten Schritt der Gewinnung von Taxifolin werden die unteren Stammenden der Lärchen, die als Abfallprodukte bei der Holzproduktion anfallen, entrindet und zerhäckselt. Die folgenden Laboruntersuchungen geben Aufschluss über den Anteil der Späne an DHQ (Dihydroquercetin). Durch klassische Extraktionsverfahren wird Taxifolin mit einem Reinheitsgrad von max. 85 bis 88 % erreicht. Nur eine anschließende mehrstufige Flüssigkeitschromatographie (LC) führt zu einem Reinheitsgrad von nahezu 100 %. Dieser Prozess ist notwendig, um unerwünschte Beimengungen wie Harze und andere Stoffe aus der gewonnenen Substanz zu entfernen.

## Pharmakologie
Antioxidative Wirkungen auf Stoffwechselfunktionen beim Menschen sind, wie für viele Flavonoide, nachgewiesen. Taxifolin besitzt im Vergleich zum 2,3-ungesättigten Quercetin nur etwa 50 % von dessen antioxidativer Wirkung. Das Vorhandensein einer Doppelbindung in Nachbarschaft zu einer Hydroxygruppe (Enol-Struktur) und somit die Möglichkeit zur Stabilisierung energetisch ungünstiger Zustände scheint also ein wesentliches Merkmal antioxidativer Flavonoide zu sein. Jedoch hat die fehlende Doppelbindung am Heterozyklus wahrscheinlich zur Folge, dass Taxifolin im Vergleich zu Quercetin nicht mutagen und kaum toxisch wirkt.
Zu Beginn der COVID-19-Pandemie im März 2020 wurde Taxifolin bei einem computergestützten Screening von 687 Millionen Verbindungen im Rahmen einer Studie der Universität Basel als einzige Natursubstanz neben nur 11 anderen wirkstoffähnlichen Verbindungen als potenter Inhibitor für neuartige Coronavirus-Protease von SARS-CoV-2 identifiziert.
Anhand von Resultaten einer in-vitro-Studie an Darmkrebszellen wurde eine Modulation chemopräventiv regulierender Gene durch Taxifolin postuliert.
Auch wurde nachgewiesen, dass unter anderem Taxifolin in vitro das Eierstockkrebs-Zellwachstum dosisabhängig hemmt.
Eine starke Korrelation besteht zwischen der hemmenden Wirkung von Taxifolin-Derivaten auf die Gewebevermehrung bei Maus-Zelllinien der Haut und bei menschlichen Brustkrebszellen. Ergebnisse einer Studie zeigen in vitro und tierexperimentell, dass Taxifolin ein potentielles neues therapeutisches Mittel für die Behandlung des Osteosarkoms (Knochenkrebs) darstellen kann.
Im Jahre 2010 veröffentlichte Befunde am Mausmodell legen nahe, dass Taxifolin bei äußerlicher und innerer Anwendung die Produktion von inflammatorischen Zytokinen verhindert, Hautentzündungen verringert und deswegen als Therapeutikum bei Neurodermitis infrage kommen könnte.
Epidemiologische und in-vivo-Studien weisen auf einen positiven Einfluss von Flavonoiden bei verschiedenen Herz-Kreislauferkrankungen hin. Traditionell wurden diese Effekte nur den antioxidativen Eigenschaften zugeschrieben; jedoch gibt es neben der unmittelbaren Bindung reaktiver Sauerstoffspezies (ROS) eine Vielzahl anderer Effekte, die in pharmakologisch erreichbaren Konzentrationen auch für den positiven kardiovaskulären Einfluss verantwortlich sein können. Dazu gehören insbesondere die Hemmung der ROS-bildenden Enzyme, der Thrombozytenfunktion, der Leukozyten-Aktivierung sowie blutdrucksenkende bzw. gefäßerweiternde Eigenschaften.
Taxifolin hemmt die zelluläre Melanogenese ebenso effektiv wie Arbutin, eines der am weitesten in Kosmetika verbreiteten Mittel gegen Hyperpigmentierung. Im Tierversuch an Mäusen wurden nach einer topischen Behandlung mit Taxifolin eine Verringerung der Produktion von inflammatorischen Zytokinen und eine Verminderung von Hautentzündungen beobachtet.
Taxifolin reduziert signifikant die Produktion des blauen Farbstoffs Pyocyanin und des Enzyms Elastase im weitverbreiteten Krankenhauskeim Pseudomonas aeruginosa. Das Flavonoid hemmt somit auch die Virulenz krankheitsauslösender Bakterien durch Eingriff in ihren Quorum-sensing-Mechanismus. Ebenso wurde durch Taxifolin in vitro die Wirksamkeit von  Antibiotika wie Levofloxacin und Ceftazidim bei MRSA-Infektionen verbessert.
Taxifolin hemmt die Produktion von Lipopolysaccharid-induziertem Prostaglandin E. Neben anderen Stoffen wurde Taxifolin aus Cercidiphyllum japonicum isoliert und zeigte – ähnlich wie Minoxidil und Procyanidin B-2 – signifikante Stimulationseffekte auf die Proliferation von Mäusehaar-Epithelzellen. Auf die Protein- und die RNA-Synthese in Leberzellen konnten für Taxifolin ähnlich starke Effekte wie bei Silibinin nachgewiesen werden.
Die antimikrobielle Aktivität von taxifolinhaltigen Pflanzenextrakten gegen Streptococcus sobrinus konnte in vitro nachgewiesen werden. Die Hemmung der Vermehrung dieses Bakteriums im Mund könnte ein potentes Mittel zur Verhinderung von Karies sein.
Ein Glycosid des Taxifolins ist das Astilbin ((+)-Taxifolin-3-O-α-l-Rhamnopyranosid), das im Rhizom der Prachtspiere Astilbe odontophylla vorkommt.